# Kloster Blankenau
Das Kloster Blankenau ist ein ehemaliges Benediktinerinnen-Kloster in Blankenau, Gemeinde Hosenfeld im osthessischen Landkreis Fulda in Hessen. Die Kirche ist Filiale der Pfarrei Heilig Kreuz im Fuldaer Land im Dekanat Neuhof-Großenlüder des Bistums Fulda.

## Geschichte
Die Burg der Herren von Blankenwald, einer Seitenlinie der Herren von Schlitz, galt im 13. Jahrhundert als eines der gefürchtetsten Raubritternester des Fuldaer Landes. Fürstabt Bertho II. ließ die Burg Blankenwald im Jahre 1264 erstürmen und schleifen.
Aus der Geschichtsforschung ergibt sich, dass der Ritter Hermann von Schlitz genannt Blankenwald und seine Gemahlin Agnes Wiedergutmachung zu leisten hatten. Mit Zustimmung des Fürstabtes Bertho II. gründete er im folgenden Jahre 1265, zu Füßen der geschleiften Höhenburg „Blankenburg“ im Tal der Schwarza, ein Frauenkloster, das er „Blankenaue“ (Kloster Blankenau) nannte. In dieses Kloster sollte seine Tochter Lukardis eintreten. In der Klosterkirche wollte er mit seiner Gemahlin seine letzte Ruhestätte finden. Zum Bau des Klosters, das südlich der heutigen Kirche stand, wurden auch die Steine und Balken der 1264 zerstörten Burg Blankenwald benutzt. Der Klosterbau zog sich wohl länger hin, denn 1276 gewährte der Würzburger Fürstbischof Berthold II. von Sternberg einen Ablass zugunsten des Blankenauer Klosters. Die erste Äbtissin des Klosters hieß Bertradis und war eine Schwester des Fuldaer Fürstabts Bertho II.

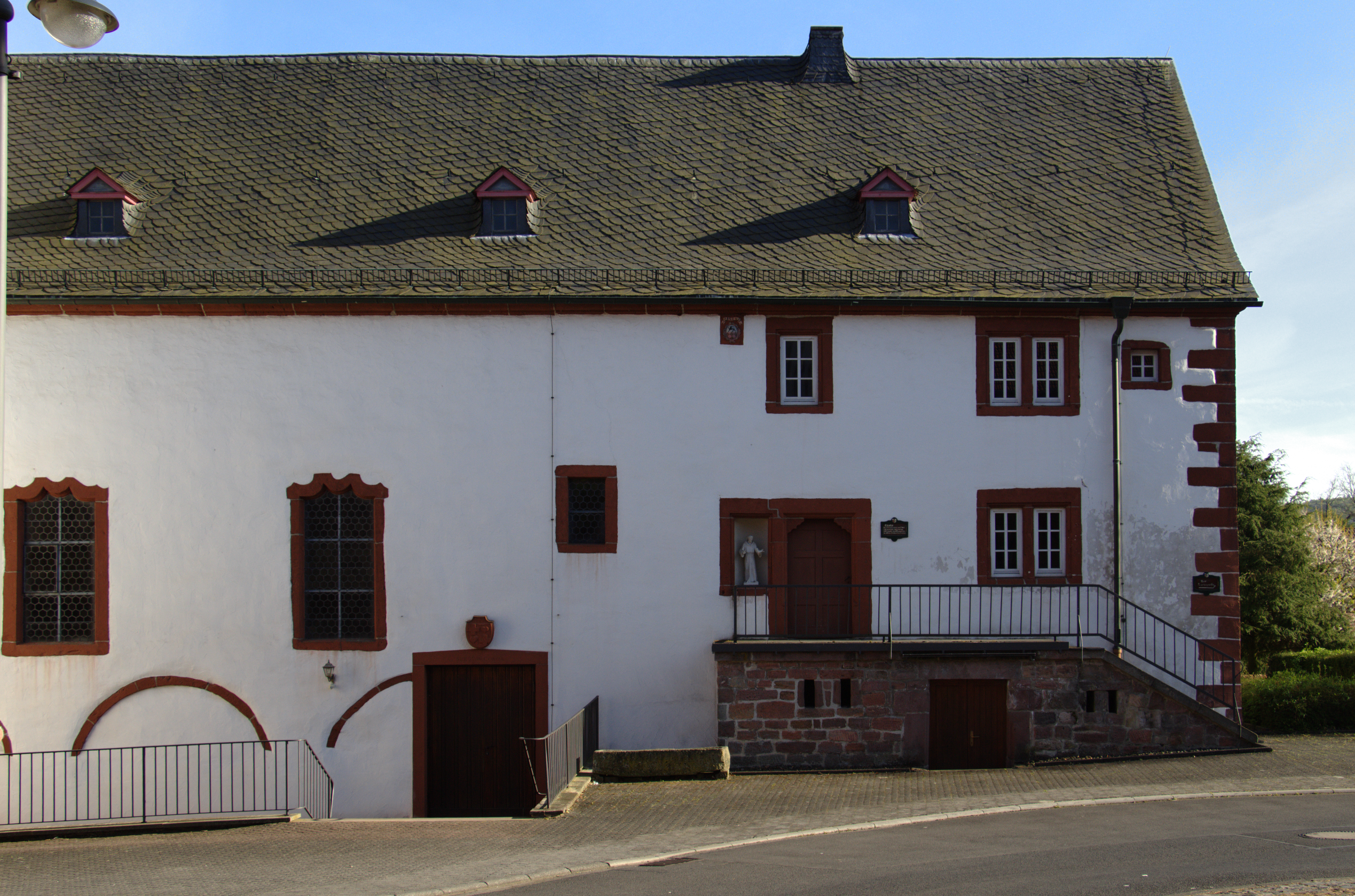
Links: Ehem. Klosterkirche und Rechts: Rest des ehemaligen Klostergebäudes (ab dem Treppenaufgang).

In der Gründungsurkunde ist festgehalten, dass an der Stelle des Klosters früher ein Dörfchen "Staken" stand, welches Siedlungswüstung geworden war. Das neue Kloster wurde von Nonnen aus dem 1191 gegründeten Benediktinerinnenkloster Cruceburg (Kreuzburg) an der Werra, dem heutigen Philippsthal bei Bad Hersfeld, besiedelt. Die Nonnen, deren Zahl auf 32 festgelegt wurde, sollten in Blankenau nach der reformierten Regel Benedikts von Nursia leben. Sie trugen einen Habit.
- 1268 schenkte Abt Bertho II. dem neugegründeten Kloster seinen Eigenbesitz in Besges mit "2 Mansen" aus Klosterbesitz
- Am 5. April 1266 genehmigte der Mainzer Erzbischof Werner von Eppstein die Klostergründung. Der Fuldaer Fürstabt Bertho II. bestätigte die Besitzungen des Klosters im Jahre 1269. Er befreite es von Abgaben und nahm es unter seinen Schutz.
- 1279 stifteten Simon von Blankenwald und seine Mutter Agnes dem Kloster Einkünfte aus einer Hufe bei dem Dorfe "Heinchelle" (Hainzell).
- Im Jahre 1281 empfahl die Äbtissin Kunigunde des Klosters Cruceburg (Kreuzburg) die Neugründung des Klosters in Blankenau dem Grafen Reinhard von Hanau und dessen Gemahlin Adelheid.
- 1287 gründete die Äbtissin Bertradis das Hospital zu Ehren der hl. Elisabeth zur Pflege der Frömmigkeit und der barmherzigen Nächstenliebe.
- 1303 vererbte Simon von Blankenwald dem Kloster sein Dorf Hainzell.
- In 1327 fielen Anhänger König Ludwigs des Bayern in das Fuldaer Stiftsgebiet ein. Sie verwüsten unter anderen auch das Blankenauer Kloster. Um die Not der Nonnen zu lindern, gestattet Papst Johannes XXII. dem Kloster die Einverleibung der Pfarrei Wingershausen bei Nidda.
- 1331 waren es schon Zisterzienserinnen, die das Kloster besiedelt hatten, wie es eine Urkunde besagt.
- Im Jahre 1436 wurde das Blankenauer Nonnenkloster beim Konzil von Basel unter den Schutz der Kirche gestellt.
- Bei der Pest 1438 starben im Kloster 33 Nonnen.
- 1443 vertauschte Abt Hermann von Buchenau (1440–1449) mit dem Kloster Blankenau seinen Hof in Sickels (Sibigeldes) gegen Höfe und Ländereien zu Bernhards.
- 1525 wurde das Kloster im Bauernkrieg zerstört und erst 1620 wieder aufgebaut.

## Die Pröpste von Blankenau
Die Liste der Pröpste des Klosters in Blankenau ist lückenhaft und nicht mehr vollständig zu ermitteln. Bei der Urkunden- und Geschichtsrecherche des früheren Klosters sind in den unterschiedlichsten Urkunden die Namen der für das Kloster handelnden Personen genannt. Aufgrund des Fehlens genauer Aufzeichnungen vor 1565 wird in der Geschichtsforschung davon ausgegangen, dass es sich um den jeweiligen Propst des Klosters handelt. Sofern kein genauer Zeitraum der jeweiligen Amtszeit eines Propstes vorliegt handelt es sich um das Jahr der Verfassung einer Urkunde mit der jeweiligen Namensnennung.
| Name                                    | von           | bis  | Weitere Funktionen |
| --------------------------------------- | ------------- | ---- | --- |
| Theoderich                              | ?             | ?    | |
| Albert von Buchenau                     | 1290          | 1304 | |
| Heinrich                                | 1312 und 1314 | ?    | |
| Friedrich                               | 1319          | ?    | |
| Albert von der Aa                       | 1322          | ?    | |
| Theoderich                              | 1340          | ?    | |
| Sibold                                  | 1348          | ?    | |
| Albert von Waldenstein                  | 1349          | ?    | |
| Konrad von Lüder                        | 1352          | ?    | |
| Herting                                 | 1353          | ?    | |
| Volpert von Schleidsberg                | 1364          | ?    | |
| Friedrich von Bimbach                   | 1366 und 1372 | ?    | |
| Sibold von Wambold                      | 1365 und 1380 | ?    | |
| Eckhard von Lüder                       | 1381          | ?    | |
| Berthold von Leibolz                    | 1390 und 1398 | ?    | |
| Konrad an dem Berg                      | 1402          | ?    | |
| Johannes von Buchenau                   | 1410          | 1426 | |
| Johann Fink von Altenburg               | 1428          | 1434 | |
| Hartmann von Lauberbach                 | 1435          | 1438 | |
| Otto von Lüder                          | 1441 und 1473 | ?    | |
| Otto von Buchenau                       | 1478 und 1485 | ?    | |
| Johannes Weis von Feuerbach             | 1492          | ?    | |
| Eberhard von Buches                     | ?             |      | Sein Name taucht am 14. April 1502 in der Urkunde zur Genehmigung der Stegmühle in Hainzell auf. Darin sind verzeichnet Probst Ebert von Buches, Äbtissin Anna, Priorin Elysabet und der Konvent des Klosters Blankenaue als sie an den Wigand Morn, dessen Ehefrau Margret und beider Erben die Genehmigung zum Bau einer Mahl-, Schlag- und Walkmühle erteilen. |
| Johannes von Ertal                      | 1521 und 1525 | ?    | |
| Bonifaz von Heideck                     | 1526          | ?    | |
| Phillipp Schad von Ostheim              | 1565          | 1581 | |
| Kaspar von Wildungen                    | 1581          | 1601 | |
| Johann Friedrich von Schwalbach         | 1601          | 1606 | vorher Propst von Michaelsberg, überlappend Andreasberg, Propst vom Johannesberg, Fürstabt von Fulda von 1606 bis 1622 |
| Reinhard Ludwig von Dallwig             | 1606          | 1613 | zeitweise auch Propst von Thulba und Holzkirchen und Johannesberg |
| Johann Bernhard Schenck zu Schweinsberg | 1614          | 1623 | danach Propst auf dem Johannesberg, zuvor Propst auf dem Michaelsberg und auf dem Neuenberg, Fürstabt von Fulda von 1623 bis 1632 |
| Hermann Georg von Neuhof (genannt Ley)  | 1625          | 1638 | Fürstabt von Fulda von 1635 bis 1644, auch Propst von Johannesberg, Holzkirchen und Rohr |
| Bernard Hermann von Nordek zu Rabenau   | 1638          | 1645 | vorher Propst vom Michaelsberg |
| Philipp Christoph von Rosenbach         | 1660          | 1681 | |
| Adalbert von Schleifras                 | 1682          | 1683 | davor und überlappend Propst vom Michaelsberg, danach Propst vom Neuenberg und Dekan, und schließlich Fürstabt von Fulda von 1700 bis 1714 |
| Benedikt von Rosenbusch                 | 1685          | 1687 | danach Propst in Thulba und vom Johannesberg und schließlich vom Andreasberg |
| Aemilian von Riedheim                   | 1688          | 1699 | |
| Bernard von Reinach                     | 1699          | 1732 | zuvor Propst in Holzkirchen |
| Franz von Calenberg                     | 1732          | 1734 | davor Propst in Thulba |
| Adalbert von Walderdorff                | 1734          | 1757 | Fürstbischof von Fulda von 1757 bis 1759 |
| Konstantin Schütz von Holzhausen        | 1757          | 1758 | Propst der Propstei Petersberg und Weihbischof in Fulda |
| Lothar von Hohenfeld                    | 1758          | 1765 | davor Propst in Sannerz, danach auf dem Johannesberg bei Fulda |
| Philipp von Hettersdorf                 | 1765          | 1775 | |
| Kasimir von Gebsattel                   | 1775          | 1776 | |
| Joseph von Hettersdorf                  | 1776          | 1802 | Durch die Säkularisation letzter Propst von Blankenau |

## Ende der Abtei und des Klosters
Die Disziplin im Kloster schien Anfang des 15. Jahrhunderts nachgelassen zu haben. Fürstabt Johann I. von Merlau bestellte 1420 zwei Visitatoren und führte neue und strengere Statuten ein. 1436 wurde das Kloster auf der Synode zu Basel unter den besonderen Schutz der Kirche gestellt. Im Jahre 1438 raffte die Pest einen großen Teil des Konvents (33 Nonnen) dahin. Im Bauernkrieg und den Anfängen der Reformation wurden 1525 Klosterkirche und Klosterbau, der sich auf der Südseite der heutigen Kirche (ehemalige Klosterkirche) befand, fast zerstört. Ein Teil der Nonnen verließ das Kloster. 1565 hatte der Konvent drei Nonnen und eine Äbtissin namens Ursula.
Zu dieser Zeit war Balthasar von Dernbach Fürstabt von Fulda. Er veranlasste die Gegenreformation und berief 1571 Jesuiten nach Fulda, um eine Schule und Kollegs zu gründen. Das Vorgehen stieß auf Widerstand im Stiftskapitel, des Fuldaer Magistrats und der buchischen Ritterschaft. Wiederholt erreichten ihn Drohungen, ihn mit Gewalt abzusetzen. Schließlich verbündete sich die Ritterschaft mit dem Würzburger Bischof. Seine Absetzung gelang 1576. In Hammelburg wurde er gezwungen sein eigenes Abdankungsschreiben zu unterzeichnen. 1576 ging von Dermbach ins Exil und wurde durch den Würzburger Erzbischof Julius Echter von Mespelbrunn als Administrator bis 1602 vertreten. Inzwischen starb 1579 nach 300 Jahren des Bestehens das Blankenauer Frauenkloster aus, da der Nachwuchs aus der während der Reformation meist evangelisch gewordenen Adelsgeschlechtern ausblieb.
In der wechselvollen Geschichte des Klosters standen dem Kloster 16 Äbtissinnen vor. Den Grundbesitz des Klosters verwaltete das Propsteiamt Blankenau.

## Hospital des Klosters

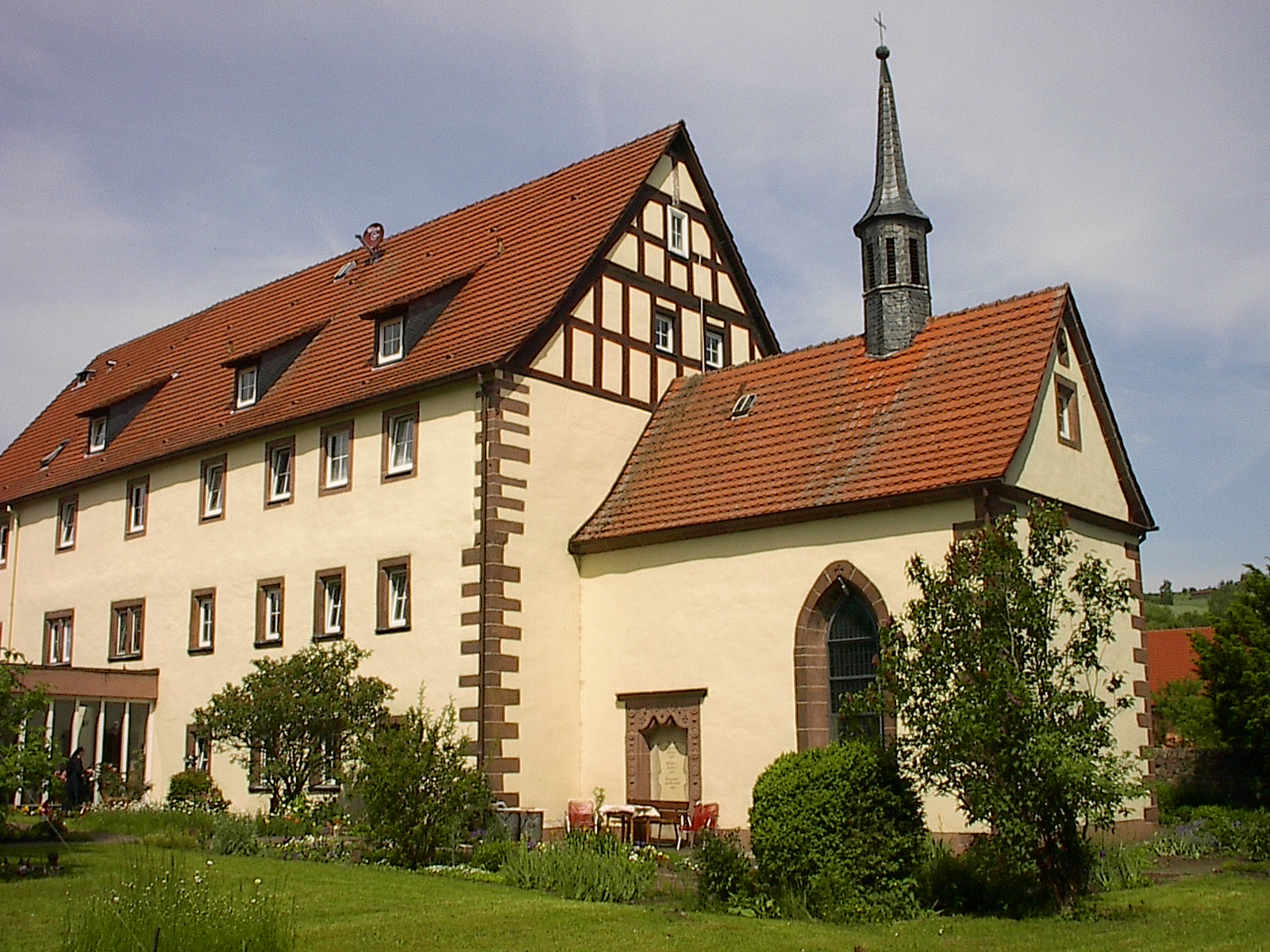
Ehemaliges Hospital St. Elisabeth vom Hospitalgarten aus

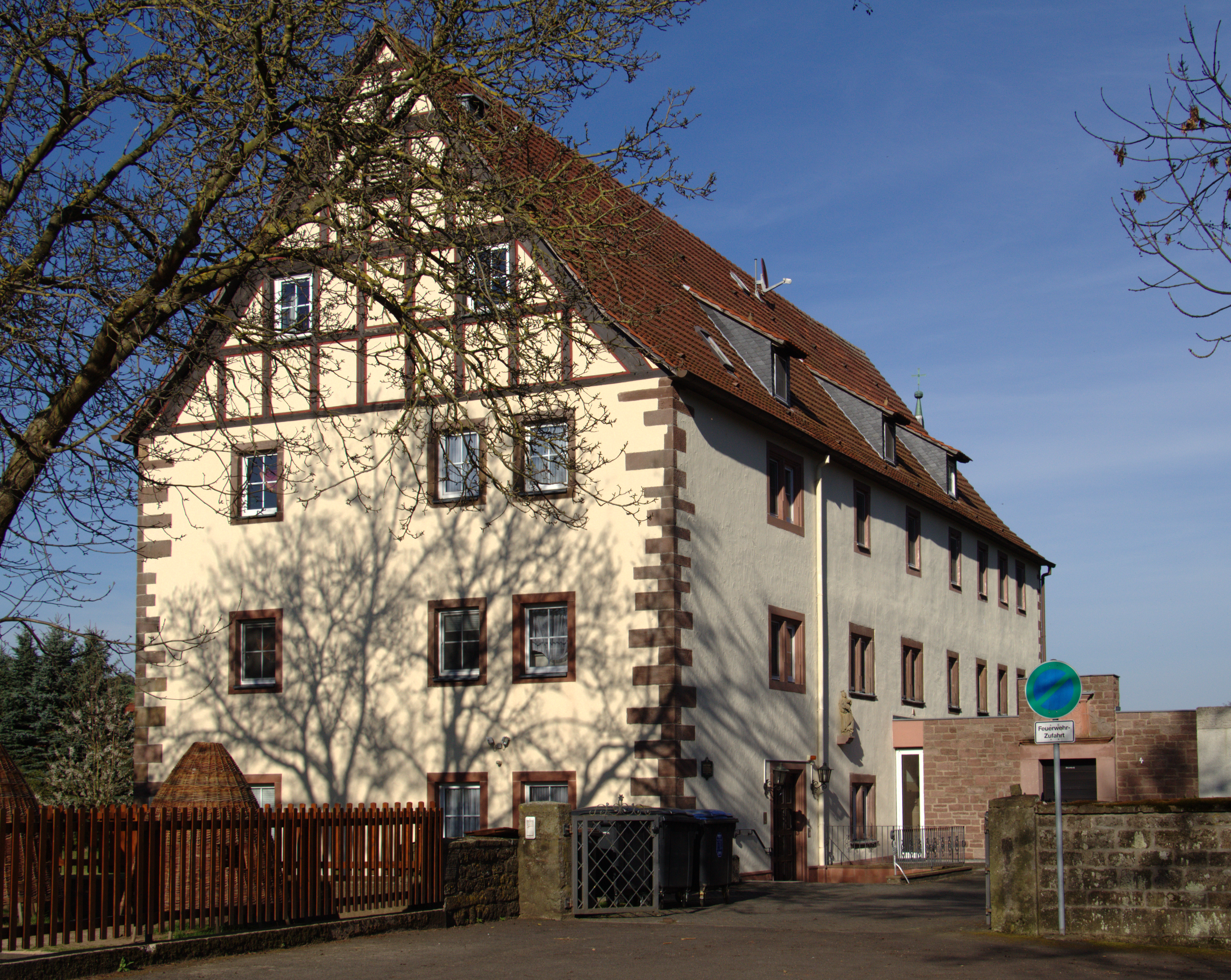
Ehemaliges Hospital St. Elisabeth vom St.-Elisabethen-Weg aus

Das im Jahre 1287 dem damaligen Kloster angeschlossene Hospital St. Elisabeth bestand jedoch noch über all die Jahre weiter als Stiftung. 1919 wurde es wieder von den Nonnen des Ordens der Barmherzigen Schwestern, mit seinem Mutterhaus in Fulda, übernommen und bis Dezember 2012 weitergeführt und betreut. Aufgrund der geringen Belegungskapazität (23 Pflegeplätze) war die Wirtschaftlichkeit nicht mehr dauerhaft gesichert. Das Mutterhaus entschloss sich für eine neue Einrichtung mit 60 Plätzen in Hosenfeld. Das Alten- und Pflegeheim St. Elisabeth Blankenau wurde im Dezember 2012 durch Umzug in den Kernort Hosenfeld verlegt und durch den Bischof von Fulda Heinz Josef Algermissen als Folgeeinrichtung "St. Elisabeth Hosenfeld Hosenfeld" im Herrleinweg 5 am 14. Dezember 2012 feierlich eingeweiht. Das Hospitalgebäude war infolge einer geeigneten Nachfolgenutzung bis Januar 2016 unbewohnt und wurde 2015 vom Orden veräußert. Seit Januar 2016 wird als Notunterkunft für Asylbewerber die vom Regierungspräsidium Darmstadt in den Landkreis Fulda weitergeleitet wurden, genutzt.

Bilder des ehemaligen Klosters und späteren Propstei Blankenau
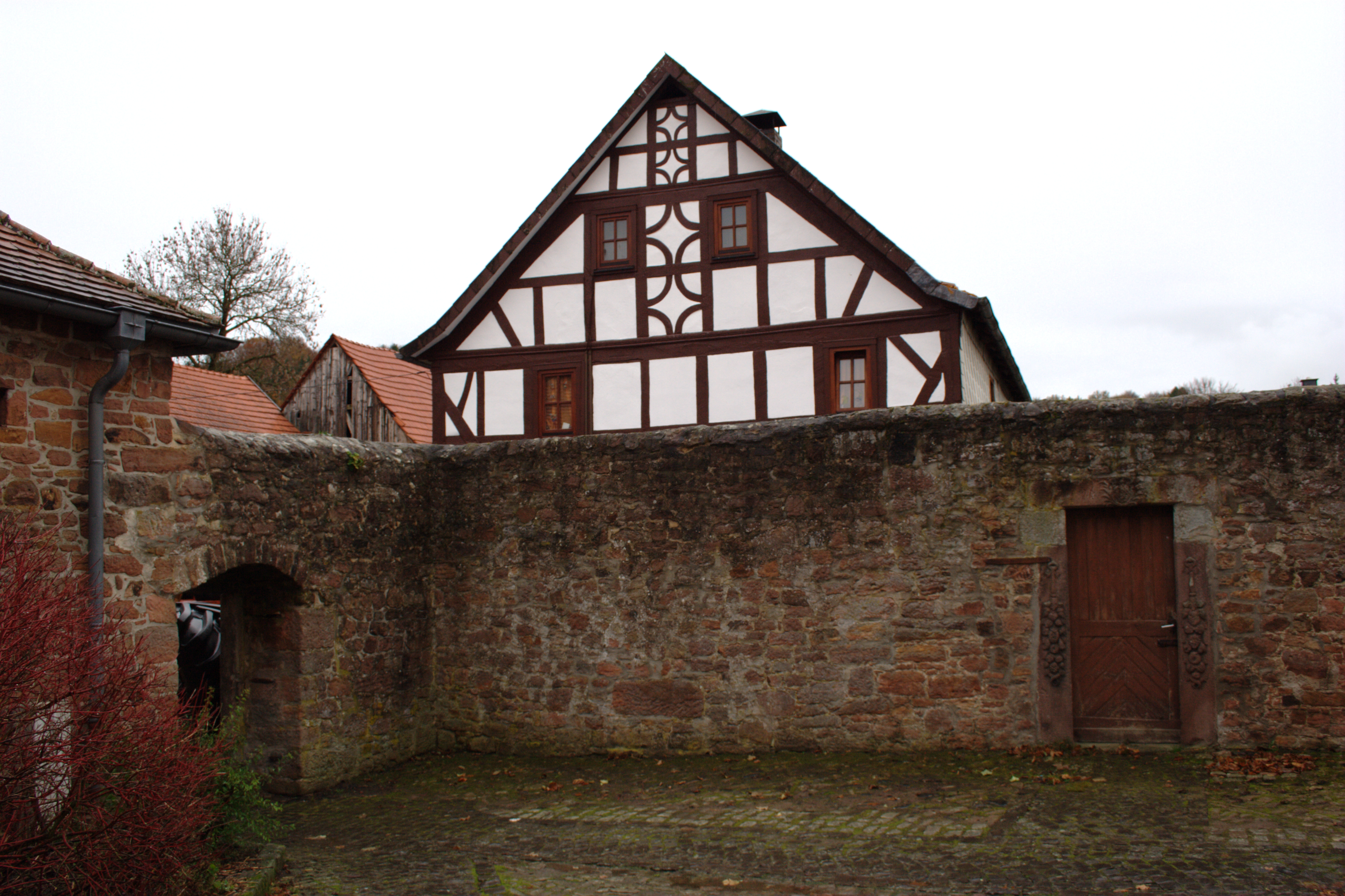
Zugang zum ehem. Klostergarten, rechts. Der Zugang links wurde bei der Flurbereinigung zur Gestaltung des Propsteiplatzes geschaffen
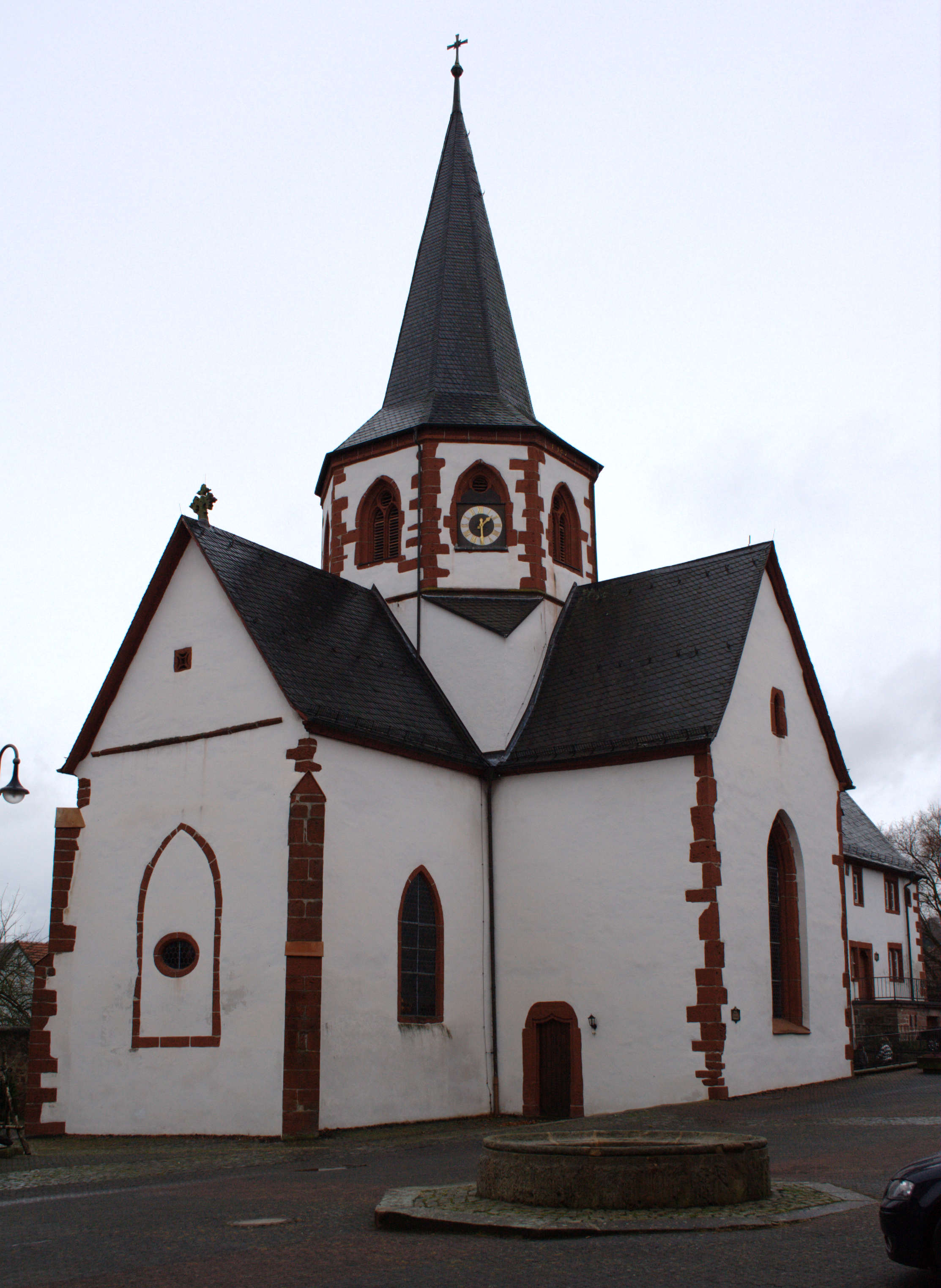
Die Klosterkirche und heutige kath. Pfarrkirche (mit Klosterrest – hinter der Kirche)
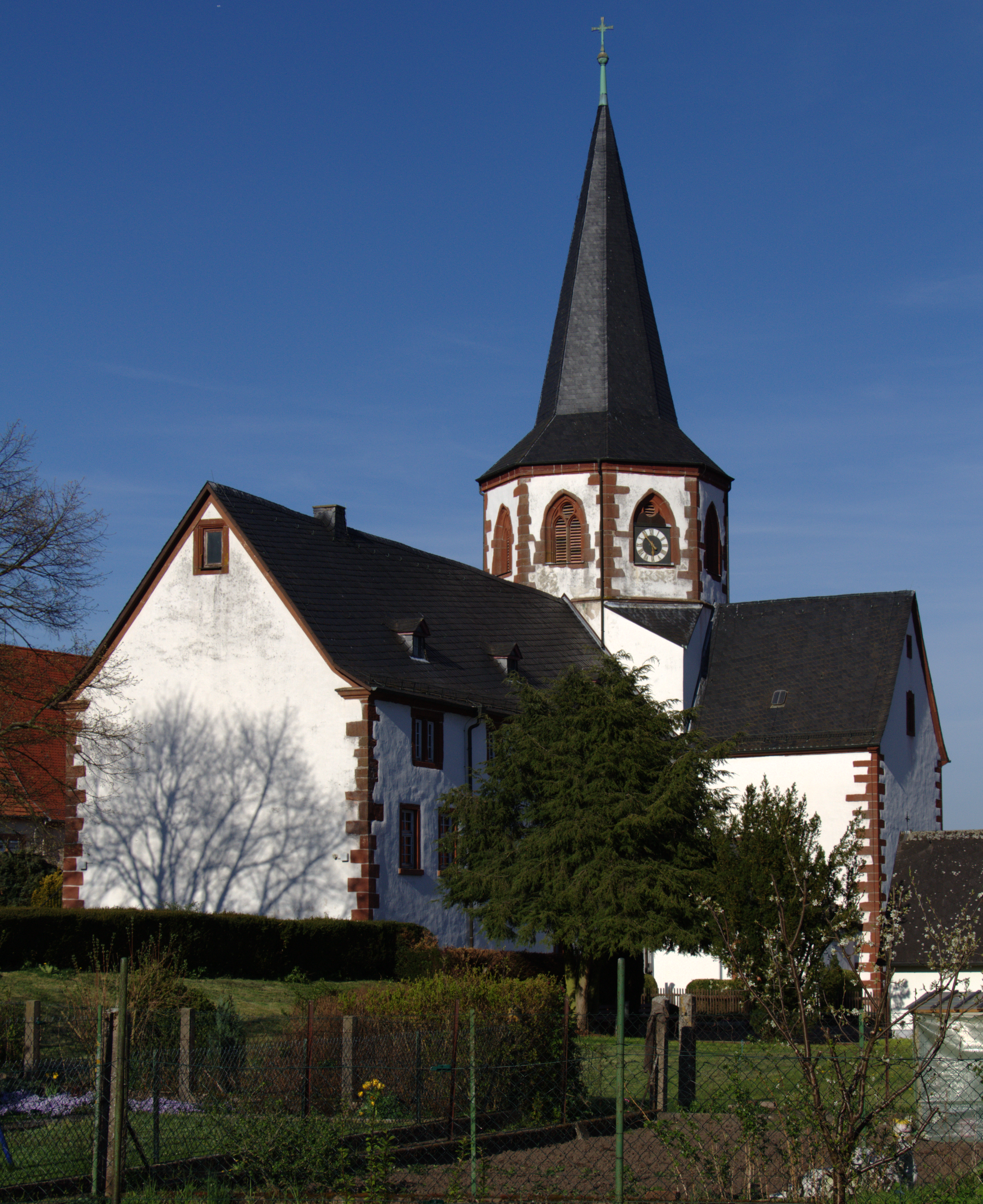
Blick vom ehem. Klostergarten
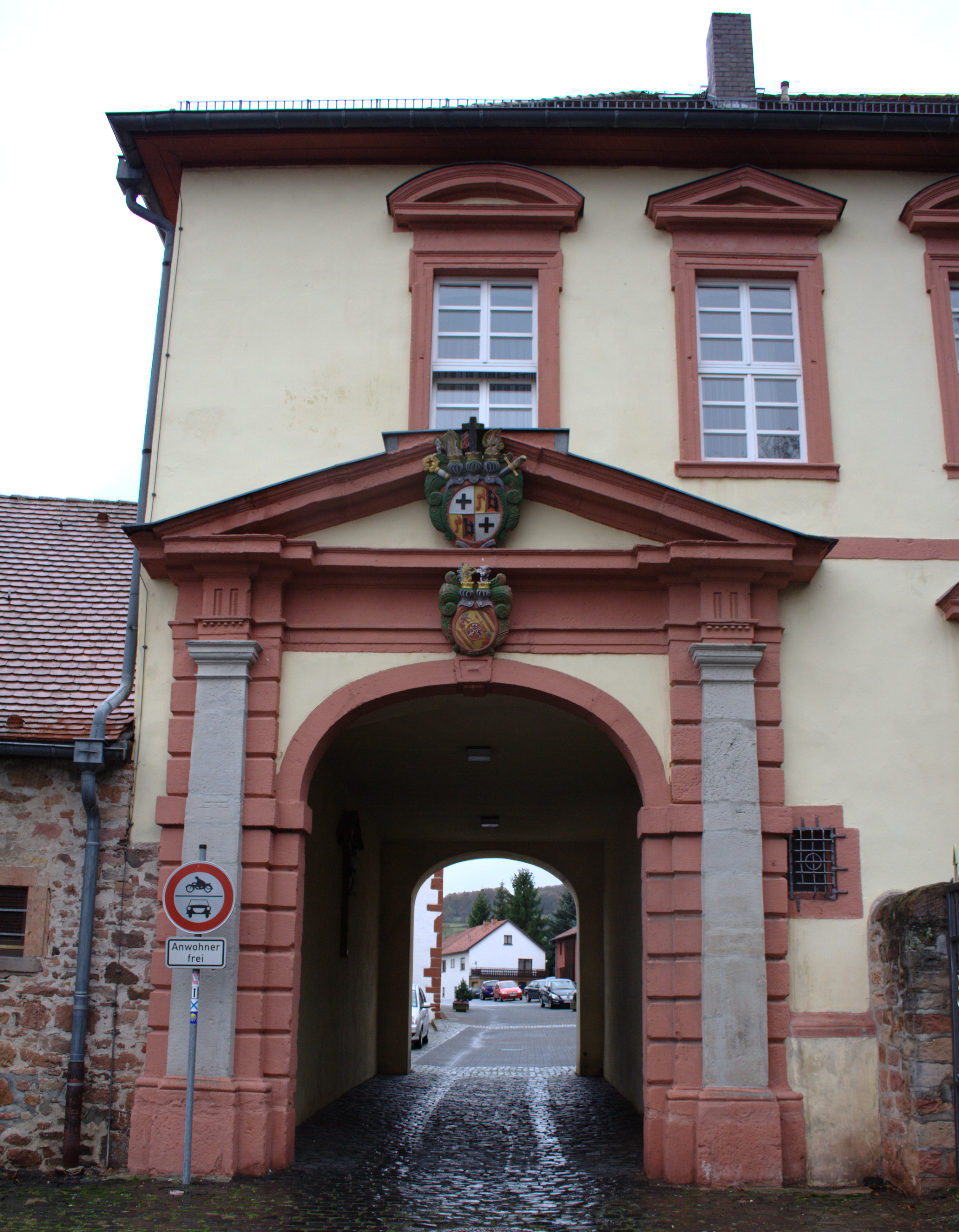
Eingangsportal zum Kloster und der Propstei
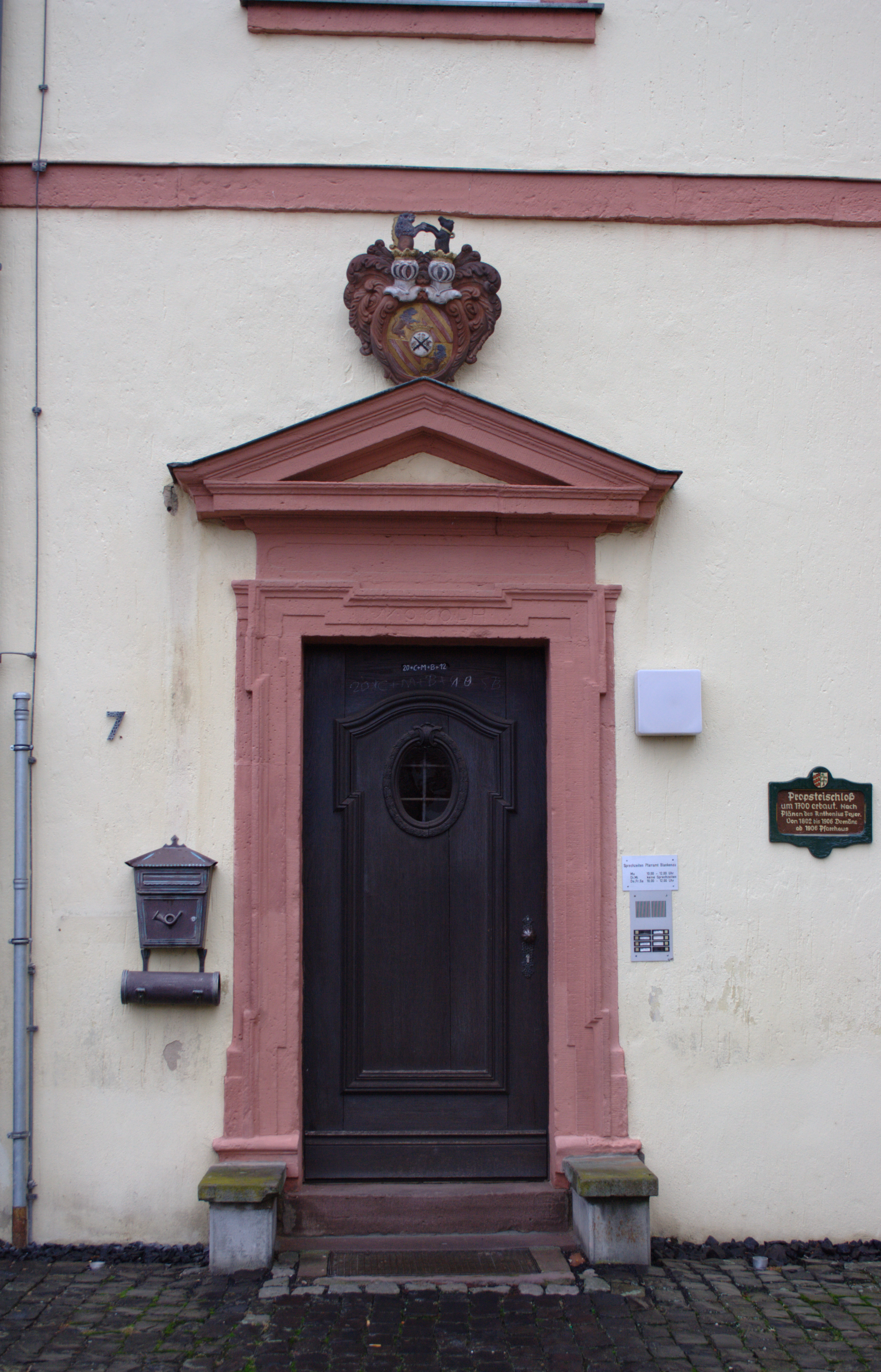
Eingang zum ehem. Propsteigebäude und heutigem kath. Pfarrhaus
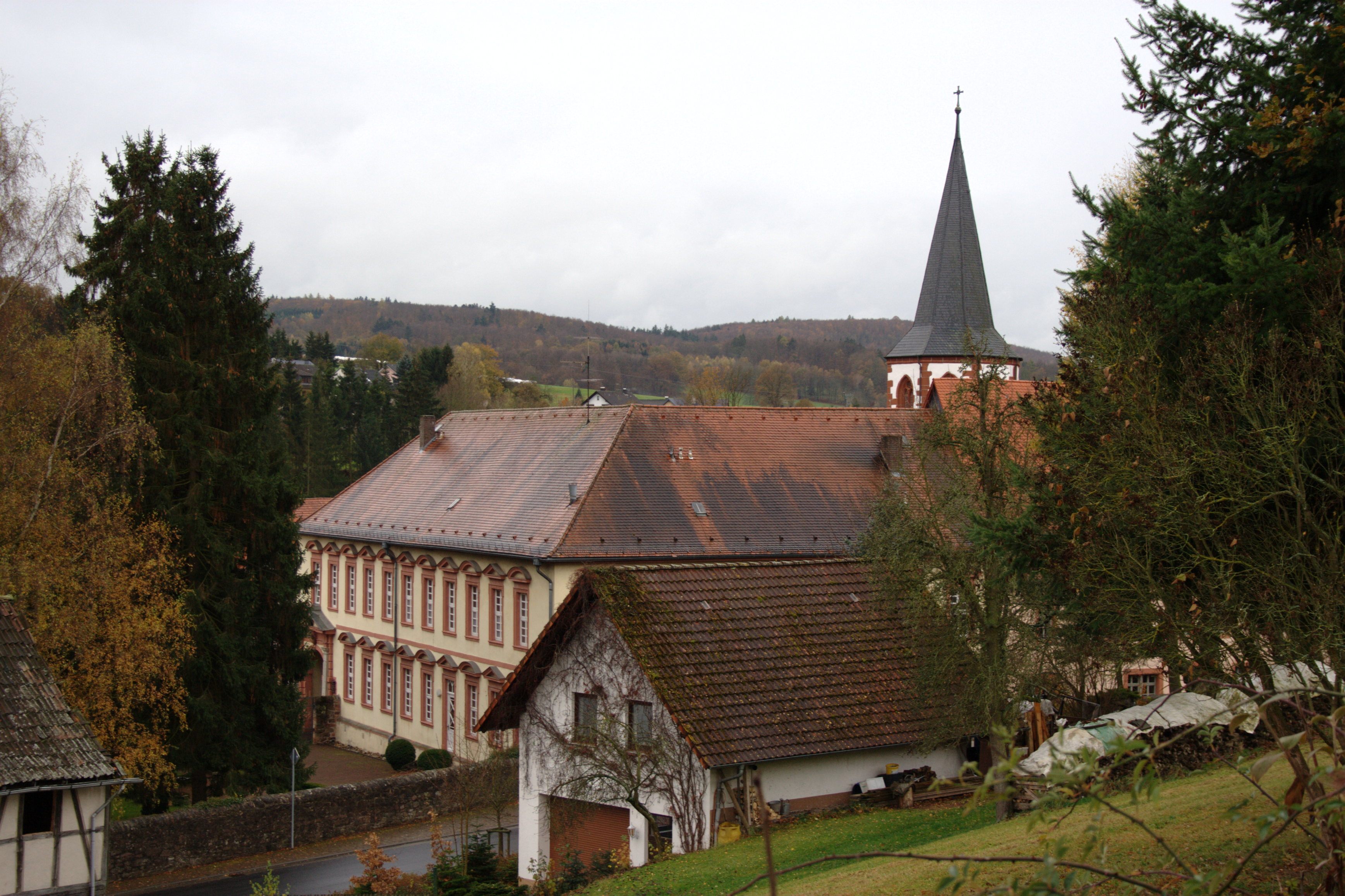
Außenansicht der Propstei
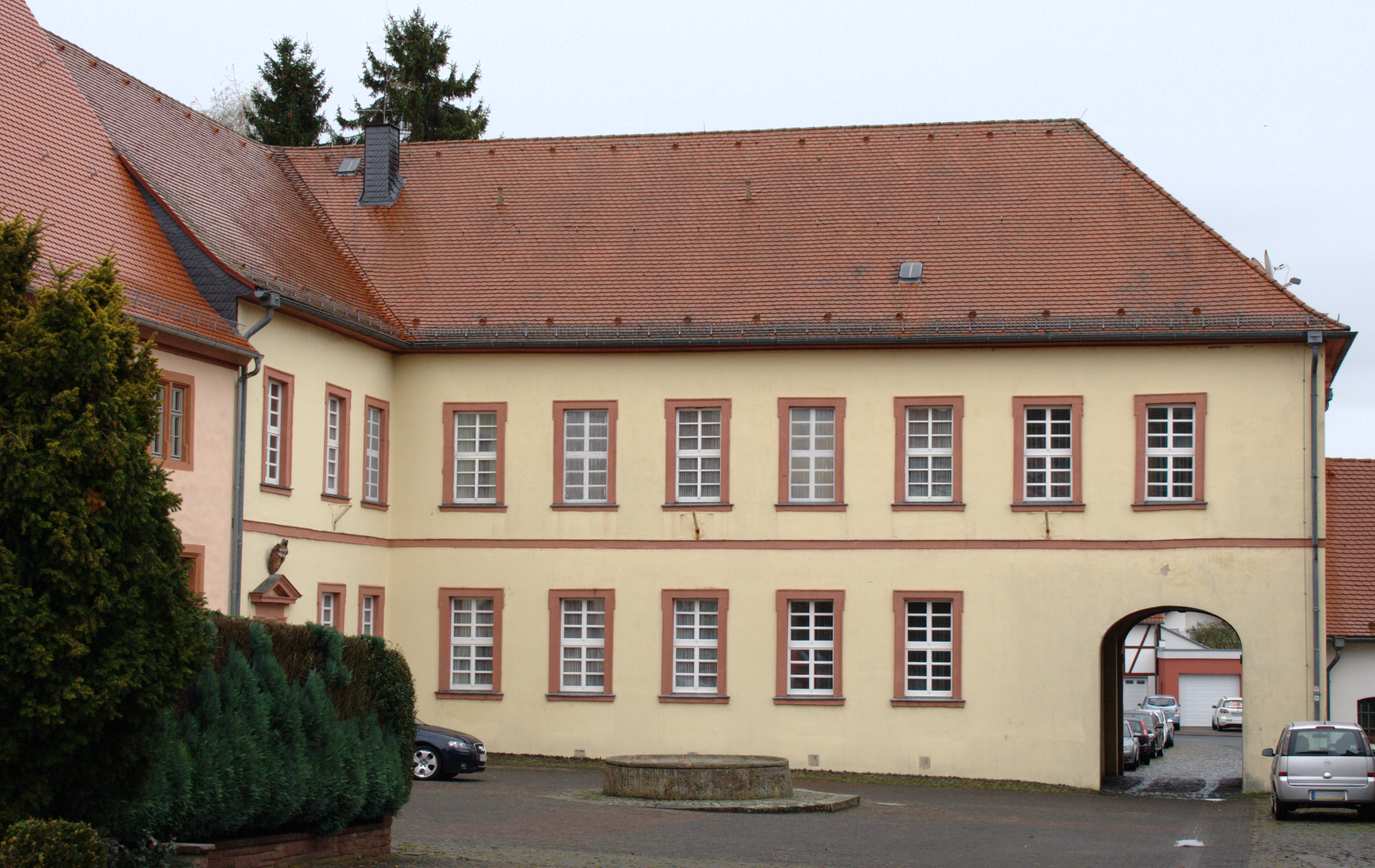
Innenhof der Propstei
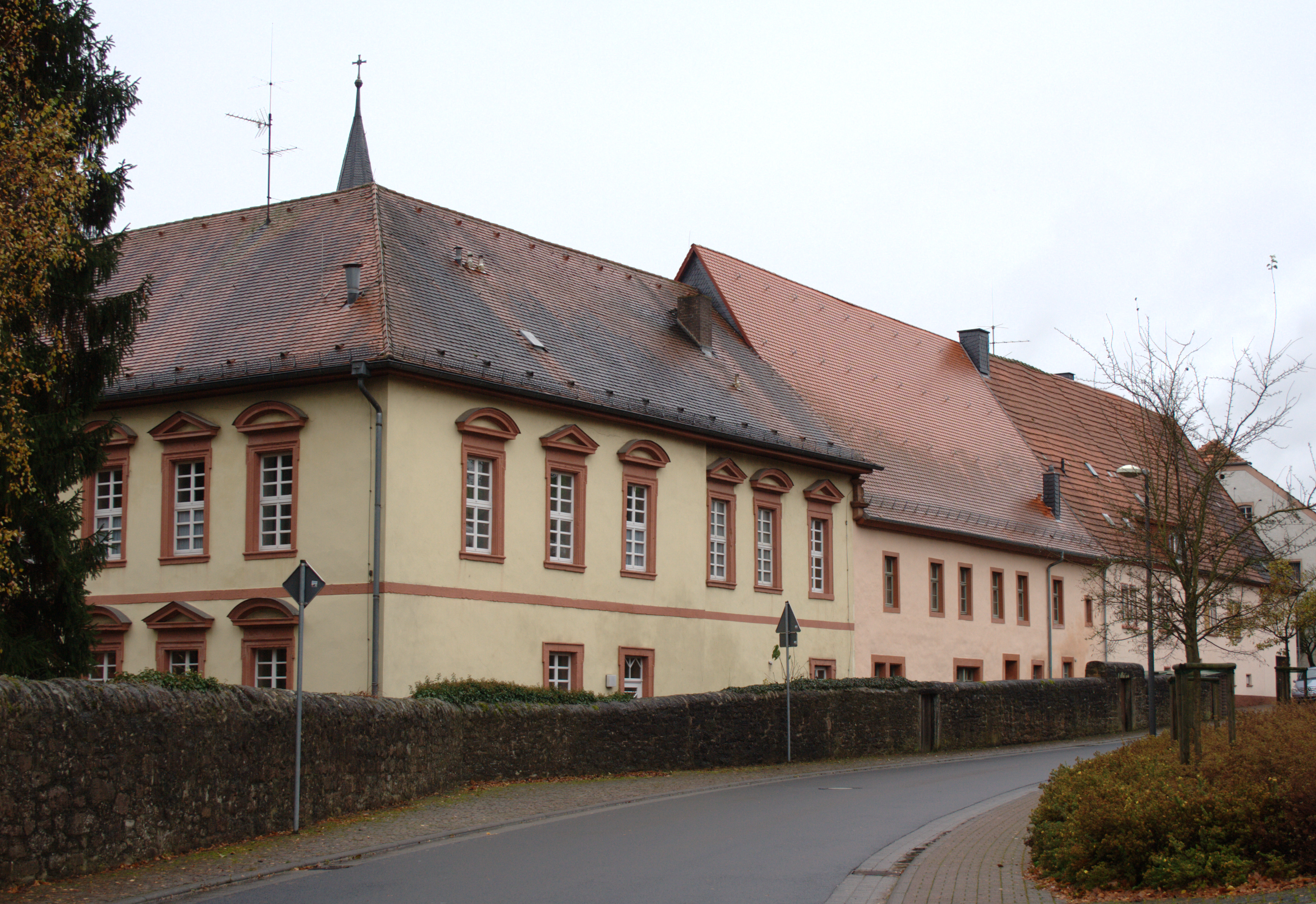
Ansicht der Propstei hinter der ehem. Klostermauer

## Nachklosterzeit und Umwandlung zur Propstei
Mit dem Aussterben des Klosters und den Auswirkungen des Konzil von Trient 1545–1563 durften Frauenklöster nur noch in „befestigten Städten“ errichtet werden. Schon seit 1420 waren den Frauenklöstern des Fuldaer Hoheitsgebietes durch Fürstabt Johannes von Merlau Pröpste für die Verwaltung weltlicher Angelegenheiten beigegeben. So verblieb nach der Auflösung des Klosters auch in Blankenau ein Propst, um die Seelsorge und die ausgedehnten Besitzungen zu verwalten. Um 1600 wurde das Kloster Blankenau in eine Propstei umgewandelt. In der Folgezeit wurde fünf der Pröpste Blankenaus später Fürstäbte in Fulda, zwei davon erlangten die bischöfliche Würde. Bis zum Jahre 1734 wurden die Blankenauer Pröpste nach ihrem Tode in der Propsteikirche (frühere Klosterkirche) bestattet. 1960 wurden bei der Renovierung der Kirche die Grüfte aufgedeckt und die Toten „recognosciert“.
1700 ließ der Blankenauer Propst Bernard von Reinach (1699–1732) das heute noch vorhandenen Propsteischloss nach den Plänen des Franziskanerarchitekten Antonius Peyer vom Kloster Frauenberg in Fulda errichten.

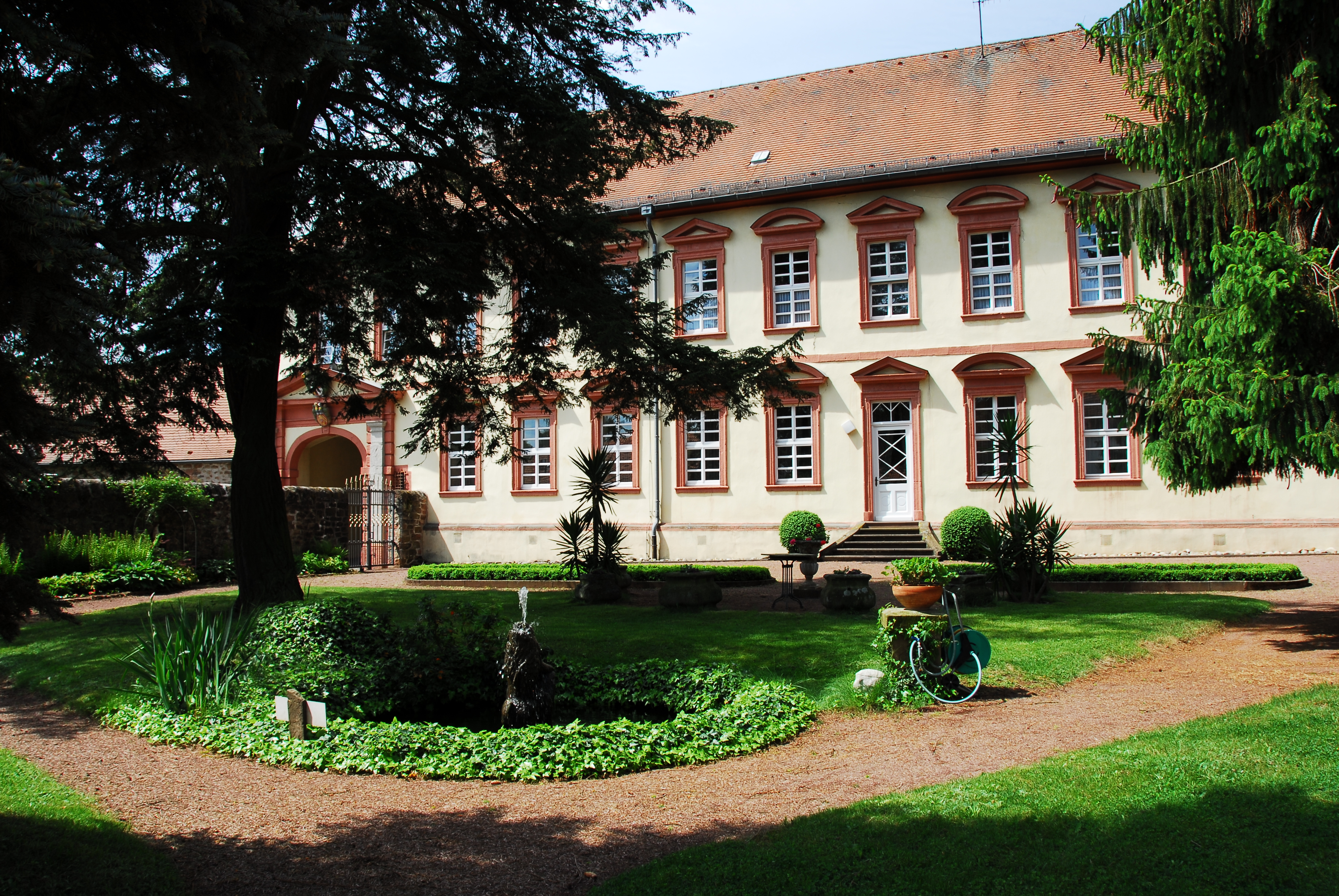
Ostseite des Propstschlosses Blankenau
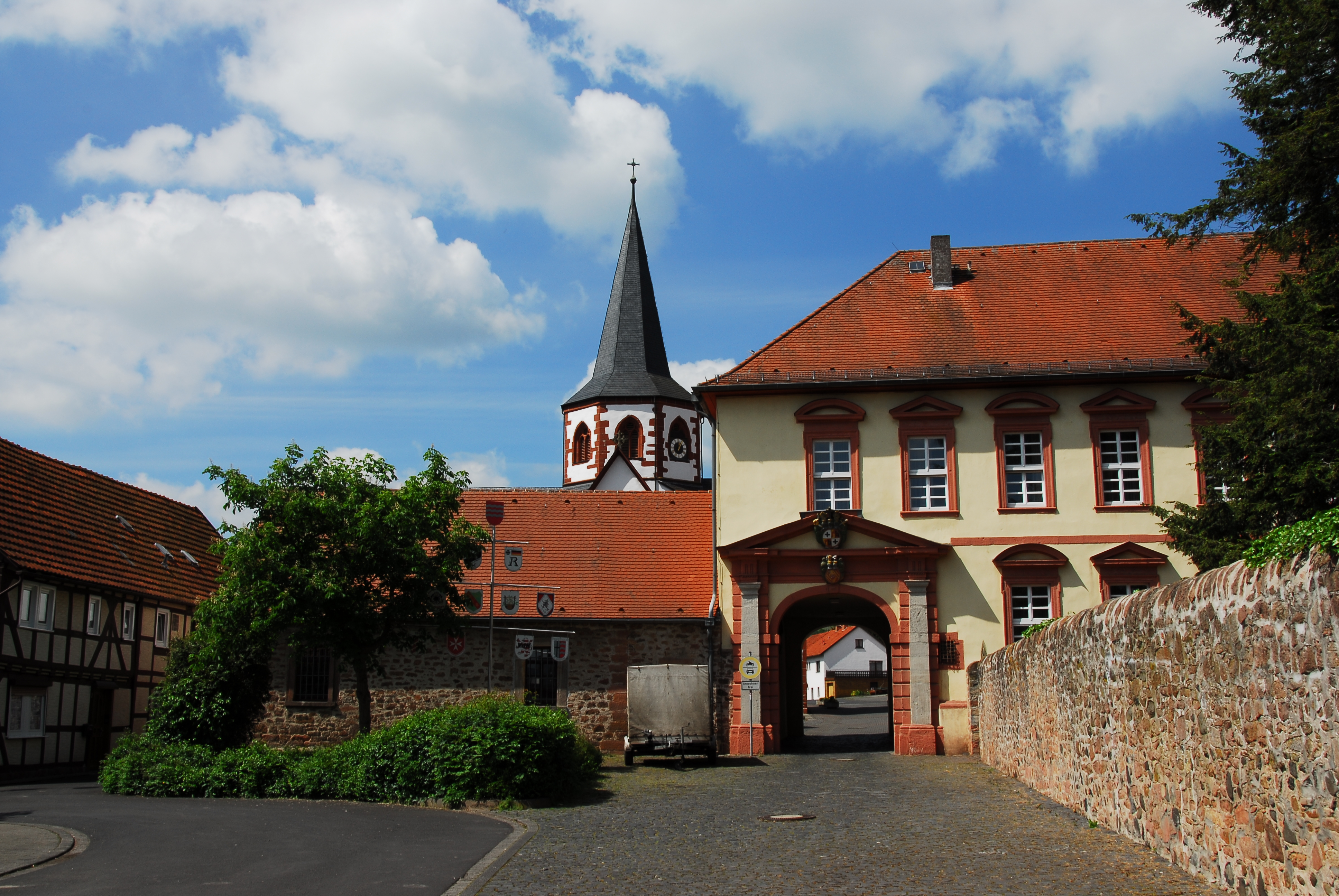
Eingang zum ehem. Klosterbezirk mit Klosterkirche und Propstei Blankenau